# Voronezj
Voronezj (ryska: Воро́неж, [vɐˈronʲɪʂ]) är en stad i sydvästra Ryssland. Den är huvudort i Voronezj oblast och är belägen vid Voronezjfloden, med floden Don några kilometer väster om staden. Folkmängden uppgår till cirka 1 miljon invånare.
Voronezj universitet grundades 1918 av rysktalande lärare som under ryska inbördeskriget (efterspelet till första världskriget, då bolsjevikerna kapitulerade och kejsartyska trupper ockuperade Baltikum) hade evakuerats från Tartu universitet i nuvarande Estland. Efter fredsavtalet mellan republiken Estland och Sovjetryssland återlämnades bibliotek och arkiv till Tartu men de flesta lärarna stannade i Voronezj.
Staden är belägen cirka 250 kilometer från gränsen till Ukraina.

## Administrativt område

### Stadsdistrikt
Voronezj är indelat i sex stadsdistrikt.
| Stadsdistrikt     | Invånarantal 9 oktober 2002 | Invånarantal 14 oktober 2010 |
| ----------------- | --------------------------- | ---------------------------- |
| Kominternovskij   | 241 417                     | 273 243                      |
| Leninskij         | 110 765                     | 110 172                      |
| Levoberezjnyj     | 173 121                     | 169 426                      |
| Sovetskij         | 148 253                     | 150 716                      |
| Tsentralnyj       | 78 350                      | 79 372                       |
| Zjeleznodorozjnyj | 96 846                      | 106 751                      |
| TOTALT            | 848 752                     | 889 680                      |

En del omgivande orter och landsbygd har slagits samman med stadsdistrikten efter 2010.

### Tidigare områden under stadens administration
Voronezj administrerade tidigare en del orter och områden utanför själva centralorten. Dessa är numera sammanslagna med centrala Voronezj.
| Stad/Ort        | Invånarantal 9 oktober 2002 | Invånarantal 14 oktober 2010 |
| --------------- | --------------------------- | ---------------------------- |
| Voronezj        | 848 752                     | 889 680                      |
| Krasnolesnyj    | 5 379                       | 5 405                        |
| Pridonskoj      | 17 133                      | 18 300                       |
| Sjilovo         | 6 822                       | 7 777                        |
| Somovo          | 13 922                      | 13 605                       |
| Landsbygd       | Se nedan                    | Se nedan                     |
| Maslovka        | 7 623                       | 8 447                        |
| Nikolskoje      | 5 383                       | 5 517                        |
| Pervoje Maja    | 4 575                       | 4 900                        |
| Podgornoje      | 7 789                       | 9 285                        |
| Podkletnoje     | 3 113                       | 3 386                        |
| Övrig landsbygd | 7 919                       | 9 071                        |
| TOTALT          | 928 410                     | 975 373                      |